# Pazius gracilis
Pazius gracilis är en näbbsländeart som först beskrevs av Navás 1908.  Pazius gracilis ingår i släktet Pazius och familjen styltsländor. Inga underarter finns listade i Catalogue of Life.